# Oh Father
Oh Father − czwarty singel Madonny, promujący jej album pt. Like a Prayer. Piosenka odniosła umiarkowany sukces na listach przebojów.

## Teledysk
Teledysk w reżyserii Davida Finchera jest czarno-biały. W pierwszej scenie przedstawia dziewczynkę, która bawi się na śniegu, podczas gdy jej matka umiera. Ostatnia scena przedstawia dorosłą Madonnę. Większość scen przedstawia relacje z ojcem i z kochankiem.